# Jutta Kleinschmidt
Jutta Kleinschmidt (ur. 29 sierpnia 1962 w Kolonii) – niemiecka zawodniczka rajdowa, specjalizująca się w rajdach terenowych. Pierwsza kobieta na świecie, która wygrała Rajd Dakar (w 2001 roku).

## Biografia i osiągnięcia
Urodziła się w Kolonii, a dorastała w Berchtesgaden (Górna Bawaria). Studiowała fizykę na Naturwissenschaftlich-Technische Akademie Isny, następnie zaś pracowała w BMW. W 1988 zadebiutowała podczas Rajdu Dakar, gdzie jechała fabrycznym motocyklem BMW. W roku 1994, przeniosła się do kategorii samochodów, zaś w roku 1998 stała się pierwszą kobietą, która wygrała pojedynczy etap Rajdu Dakar.

## Starty w Rajdzie Dakar
| Rok  | Kategoria | Pojazd                     | Wynik | Uwagi                 |
| ---- | --------- | -------------------------- | ----- | --------------------- |
| 1988 | motocykle | BMW                        | NU    |                       |
| 1992 | motocykle | BMW                        | 23    |                       |
| 1994 | motocykle | KTM                        | 22    |                       |
| 1995 | samochody | Mitsubishi                 | 12    |                       |
| 1996 | samochody | Schlesser buggy Seat       | NU    |                       |
| 1997 | samochody | Schlesser buggy Seat       | 5     | wygrała 2 etapy       |
| 1998 | samochody | Schlesser buggy Renault V6 | 24    | wygrała 1 etap        |
| 1999 | samochody | Mitsubishi Pajero          |       | wygrała 2 etapy       |
| 2000 | samochody | Mitsubishi Pajero          | 5     | wygrała 1 etap        |
| 2001 | samochody | Mitsubishi Pajero          |       |                       |
| 2002 | samochody | Mitsubishi Pajero          |       | wygrała 2 etapy       |
| 2003 | samochody | Volkswagen Tarek           | 8     |                       |
| 2004 | samochody | Volkswagen Touareg         | NU    | wygrała 1 etap        |
| 2005 | samochody | Volkswagen Touareg         |       | wygrała 1 etap        |
| 2006 | samochody | Volkswagen Touareg         | NU    | odpadła na 11. etapie |
| 2007 | samochody | BMW X3 CC                  | 15    |                       |